# Erdgift
Erdgift ist der Titel eines Stummfilmdramas, das Paul Otto 1919 für die Hamburger Vera-Filmwerke nach einem Drehbuch, das er zusammen mit Georg Jacoby nach der literarischen Vorlage „Der Erdgeist“ von Frank Wedekind geschrieben hatte, mit Grit Hegesa in der Hauptrolle verwirklichte. Der Film war mit Darstellern wie Kurt Lilien, Hermann Nesselträger, Ralph Arthur Roberts und Arthur Schröder prominent besetzt.

## Handlung
Paimanns Filmlisten beschreiben den Inhalt wie folgt:
„Ein Bildhauer wird durch ein Werk, das er nach dem Modell eines Mädchens geschaffen, berühmt, das Weib jedoch sein Verderben. Frau und Kind verlassen ihn, und als er sich von ihr betrogen sieht, vernichtet er sein Kunstwerk und findet unter dessen Trümmern den Tod. Die Urheberin dieser Konflikte jedoch heiratet einen Prinzen.“

## Hintergrund
Die Tragödie in vier Aufzügen „Der Erdgeist“ war der erste Teil seiner „Lulu“-Trilogie, den Frank Wedekind 1892 erstmals skizziert und dann 1895 auf die Bühne gebracht hatte. Paul Otto war der Erste, der den Stoff für das Kino bearbeitete.
Bereits der Titel Erdgift statt Erdgeist deutet darauf hin, dass man zwar sehr wohl auf dessen Zugkraft setzte, Urheberrechtsstreitigkeiten aber wohl lieber aus dem Wege gehen wollte.
Der Film war eine Produktion der Vera-Filmwerke GmbH. in Hamburg-Alsterdorf, Alsterkrugchaussee 192–202. An der Kamera stand Hans Kämpfe, die Filmbauten erstellte der Architekt Kralsche. Der Schauspieler Carl Geppert hatte seinen ersten filmischen Auftritt 1919 in „Erdgift“.
Der Film lag im Dezember 1919 der Zensur vor. Während ihn die Polizeistelle in München unter den Nrn. 38074, 38075, 38076, 38077, 38078 ganz verbieten wollte, beließ es die Polizei in Berlin unter der No. 43671 bei einem Jugendverbot, welches am 8. November 1920 die Reichsfilmzensur in Berlin unter der No. 682 bestätigte ; der Film, der von der Verafilm verliehen wurde, hieß in Österreich auch „Lil’s Reigen“.
In einer Bezahlvorstellung für Interessenten wurde er am 9. Dezember 1919 im Lessingtheater zu Hamburg gezeigt. Am 14. Januar 1920 wurde mit ihm das Filmtheater Motivhaus in Berlin in der Hardenbergstraße neu eröffnet.

## Rezeption
Der Film wurde besprochen in:
- Der Film No. 50, 1919
- Filmkunst/Haase No. 8, 1919
- Filmkurier No. 56, 1920
- Film-Handel No. 9, 1920
- Kinematograph No. 687, 1920
- Kino-Briefe No. 42, 1920
- Deutsche Lichtspielzeitung No. 10, 1920
- Deutsche Lichtspielzeitung No. 11, 1920
- Lichtbildbühne No. 4, 1920
- Lichtbildbühne No. 7, 1920
- Rhein. Filmkunstbühne No. 4, 1920
- Paimanns Filmlisten Nr. 272.3, 1920

und ist registriert bei
- Lamprecht Vol. 19 No. 301
- Birett, Verzeichnis in Deutschland gelaufener Filme. München 1980 (München) No. 293, 1920 und No. 468, 1920.
- GECD #21403

Paimanns Filmliste Nr. 272.3 kritisiert 1920 den Film durchaus wohlwollend:
„Stoff, Spiel, Szenerie und Photos ausgezeichnet. Ein Schlager.“
1923 drehte Leopold Jessner, damals Intendant des Berliner Staats-Theaters, eine weitere, als Kammerspiel angelegte Verfilmung des Erdgeist-Stoffes von Wedekind mit Asta Nielsen und Albert Bassermann.